# Viajantes da Liberdade
Viajantes da Liberdade (em inglês:  Freedom Riders) foi o título dado aos ativistas pelos direitos civis em defesa dos direitos da população negra nos Estados Unidos que viajaram em ônibus (autocarros) interestaduais, no início da década de 1960, em direção ao sul dos Estados Unidos, região  notoriamente conhecida pela segregação racial. Alguns destes veículos foram atacados pela Ku Klux Klan.
Essas viagens tinham como objetivo garantir que a população negra tivesse liberdade de sentar em qualquer lugar nos ônibus nas viagens interestaduais. O movimento chamava a atenção para a ilegalidade desta segregação, ao não serem aplicadas as decisões da Suprema Corte dos Estados Unidos obtidas no caso de Irene Morgan contra o Estado da Virgínia, em 1946, e no caso Boynton v. Virgínia em 1960, que legislava que a segregação dos negros em ônibus públicos era inconstitucional. 

Os estados da região sul ignoravam essas decisões e Governo Federal dos Estados Unidos não fazia nada que garantisse o direito da população negra de se sentar em qualquer lugar nas viagens interestaduais. A primeira viagem da liberdade partiu de Washington, D.C. em 4 de maio de 1961, e tinha chegada prevista em Nova Orleans para o dia 17 de maio.
Os Viajantes da Liberdade desafiaram o status quo viajando em ônibus interestaduais para o sul em grupos raciais mistos para protestar contra as leis e os costumes que impunham a segregação nos assentos. Os Viajantes da Liberdade e as reações violentas que suas ações provocaram serviram para aumentar a credibilidade do Movimento dos direitos civis americano. Eles chamaram a atenção nacional frente ao desrespeito das leis federais e da violência local utilizada para garantir a segregação racial no sul dos Estados Unidos. A polícia estadual prendeu estes viajantes por diversas infrações, entre elas reunião ilegal e violação das chamadas leis Jim Crow juntamente com outros supostos crimes.

## Início

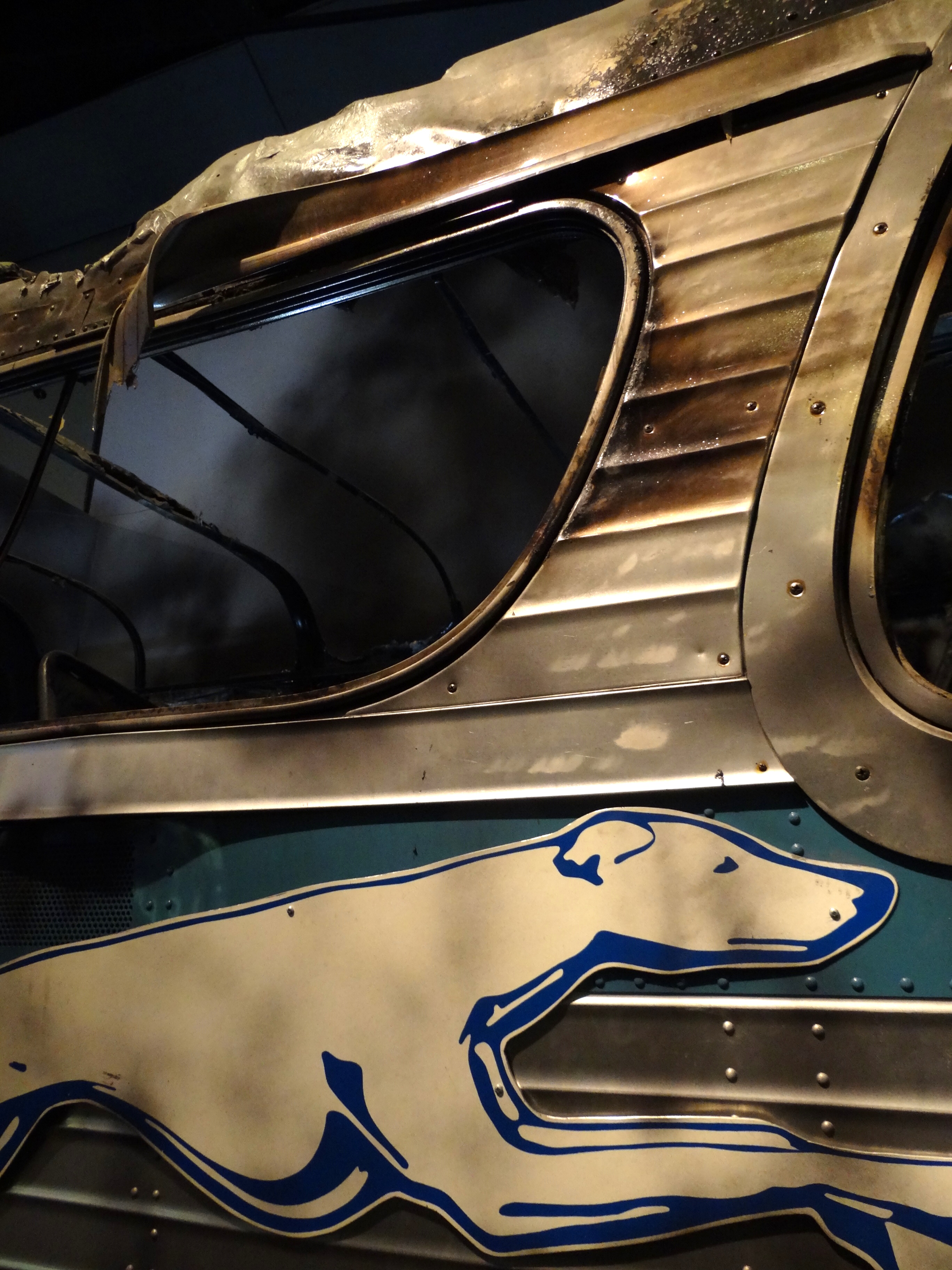
Recriação do ônibus dos viajantes após o ataque em Anniston

As Viagens da Liberdade foram inspiradas na Jornada da Reconciliação de 1947, liderada pelo ativista de direitos civis Bayard Rustin e George Houser. Assim como as Viagens da Liberdade de 1961, a Jornada da Reconciliação buscava testar uma decisão anterior da Suprema Corte dos Estados Unidos que bania a discriminação racial em viagens interestaduais. Rustin e alguns outros viajantes membros do Congresso de Igualdade Racial foram presos e sentenciados a prestar serviços à comunidade na Carolina do Norte pela violação da Lei Jim Crow local sobre assentos segregados no transporte público.
A primeira Viagem da Liberdade começou em 4 de maio de 1951. Liderados por James Farmer, 13 viajantes (7 negros e 6 brancos, entre eles Genevieve Hughes, William E. Harbour e Ed Blankenheim) partiram de Washington em ônibus das companhias Greyhound e Trailways. O plano do grupo era passar pelos estados da Virgínia, Carolina do Sul e Carolina do Norte, Geórgia, Alabama e Mississippi, terminando na cidade de Nova Orleans em Louisiana, onde um encontro sobre direitos civis estava planejado.
As táticas dos Viajantes da Liberdade para o período das viagens era de uma pessoa negra deveria estar acompanhada de outra branca no assento ao seu lado e pelo menos um viajante negro deveria estar nos assentos mais a frente, onde de acordo com os costumes dos estados da região sul, tais assentos deveriam ser usados preferencialmente por pessoas brancas. Os demais membros do grupo deveriam estar sentados de forma aleatória nos demais assentos do ônibus. Um viajante deveria agir de acordo com as regras segregacionistas, a fim de evitar sua prisão e entrar em contato com os organizadores da viagem para pagar a fiança para aqueles que foram presos. Na Virgínia e na Carolina do Norte apenas pequenos conflitos aconteceram, porém John Lewis foi atacado em Rock Hill, Carolina do Sul. Alguns viajantes foram presos nas cidades de Charlotte, Winnsboro e Jackson, respectivamente, Carolina do Norte, Carolina do Sul e Mississipi.

## Onda de violência em Anniston e Birmingham

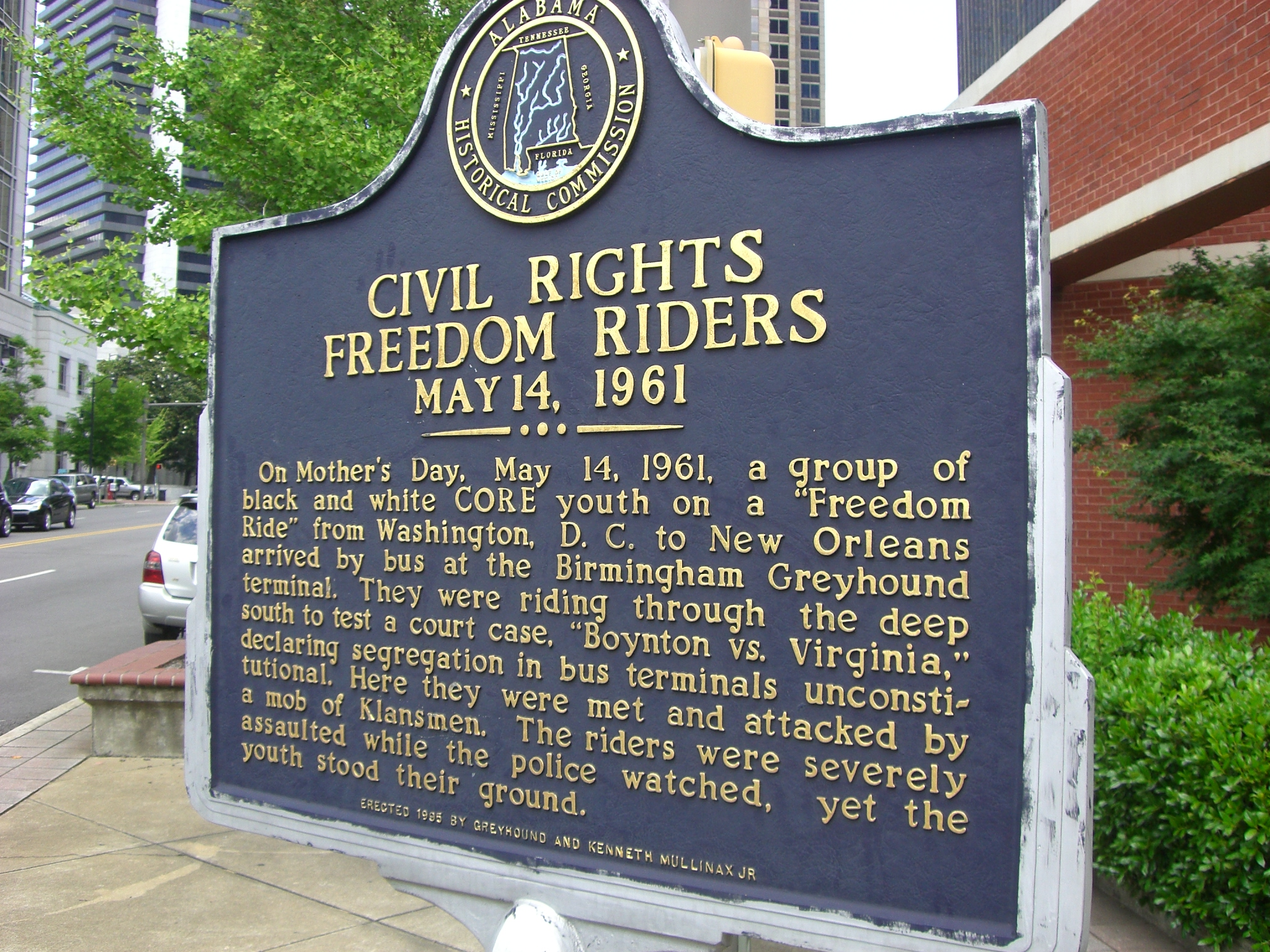
Placa sobre os Viajantes da Liberdade em Birmingham.

O Comissário de Polícia de Birmingham no Alabama, Bull Connor, juntamente com o sargento de polícia Tom Cook (um grande apoiador da Ku Klux Klan), programaram atos de violência contra os Viajantes da Liberdade envolvendo a facção local da KKK. A dupla planejava acabar com a viagem em Alabama e asseguraram ao informante do FBI Gary Thomas e membros da Eastview Klavern #13 (o mais violento grupo da KKK no Alabama), que o grupo teria 15 minutos para atacar os Viajantes da Liberdade sem que nenhuma prisão acontecesse. O plano era permitir um primeiro ataque em Anniston com o confronto final em Birmingham.
Em 14 de maio de 1961, um domingo de Dia das Mães, um grupo de homens da Ku Klux Klan, atacaram o primeiro dos dois ônibus (o Greyhound). O motorista tentava deixar a estação, mas foi bloqueado enquanto os membros da KKK furavam os pneus do veículo. O grupo forçou o ônibus a parar algumas milhas da cidade e o atearam fogo. Enquanto o ônibus queimava, os atacantes seguravam suas portas fechadas, impedindo a saída dos viajantes, esperando que estes morressem queimados. Algumas fontes discordam, porém somente após a explosão do tanque de combustível ou um investigador do estado sacar seu revólver foi a causa do grupo recuar e permitir que os viajantes escapassem do ônibus. Assim que os viajantes saíram do ônibus foram atacados e foram contidos quando um policial disparou tiros de advertências para o alto.
Quando o ônibus da Trailways chegou em Anniston apenas uma hora após que o ônibus da Greyhound ser queimado e estacionou no terminal eles foram abordados por 8 homens da KKK. Eles agrediram os viajantes e os deixaram semi-inconscientes.
Quando o ônibus chegou em Birmingham, ele foi atacado por membros da KKK com a cumplicidade de policiais sob as ordens do Comissário de Bull Connor. Quando os viajantes saíram do ônibus eles foram atingidos por tacos de baseball, canos de ferro e correntes de bicicletas. Entre os agressores da KKK estava o informante do FBI Gary Thomas Rowe. Os Viajantes da Liberdade brancos foram atacados de forma ainda mais agressiva, James Peck precisou levar mais de 50 pontos na cabeça devido seus ferimentos. Peck foi levado ao Carraway Methodist Medical Center, que recusou a tratá-lo, sendo levado em seguida ao Jefferson Hillman Hospital.
Apesar da violência e da ameaça de mais ataques, os Viajantes da Liberdade decidiram continuar a viagem. Kennedy organizou uma escolta para que os viajantes pudessem chegar até Montgomery em segurança. Entretanto, comunicações de rádio avisaram sobre um grupo aguardando os viajantes no terminal rodoviário, assim como no trajeto até Montgomery. Os funcionários da Greyhound avisaram aos viajantes que os motoristas estavam se recusando a levá-los para qualquer lugar. Reconhecendo que seus esforços já haviam chamado a atenção nacional para a causa dos direitos civis, os viajantes decidiram abandonar o resto do trajeto de ônibus e voar direto para Nova Orleans a partir de Birmingham. Após embarcaram no avião, todos os passageiros tiveram que evacuá-lo devido a uma ameaça de bomba.
Diane Nash, uma estudante de Nashville e líder do comitê da comissão não-violenta estudantil acreditava que os Viajantes da Liberdade fossem intimidados pela violência o movimento retrocederia alguns anos. Então ela passou a procurar por substitutos para continuar as viagens. Em 17 de maio, uma nova equipe de viajantes, 10 estudantes de Nashville, pegaram um ônibus para Birmingham, ondem foram presos por Bull Connor. Esses estudantes mantiveram o moral alto durante o período que estiveram presos cantando músicas sobre a liberdade. Frustrado, Connor os levou até a fronteira com o Tennessee e os libertou dizendo, "Eu não suportava mais ouví-los cantando." Eles voltaram imediatamente a Birmingham.

## Onda de violência em Montgomery
Em resposta ao chamado do comitê da comissão não-violenta estudantil, Viajantes da Liberdade da costa leste se juntaram a John Lewis e Hank Thomas, os dois jovens membros do comitê da viagem original, que permaneceram em Birmingham. Em 19 de maio, eles fizeram uma tentativa de continuar a viagem, porém, aterrorizados com a multidão que cercava o ônibus, os motoristas recusaram. Hostilizados e sitiados pela multidão, os viajantes esperaram por toda a noite por um ônibus.
Sob intensa pressão pública através da administração Kennedy a Greyhound foi forçada a fornecer um motorista. Após a intervenção direta de Byron White da Procuradoria Geral dos Estados Unidos, o governador de Alabama John Patterson prometeu proteger o ônibus dos ataques da KKK e de atiradores na estrada entre Birmingham e Montgomery. Na manhã de 20 de maio, a Viagem da Liberdade continuou com o ônibus viajando a 90 mph (145 km/h) em direção a Montgomery, protegidos por um contingente da Patrulha Rodoviária Estadual do Alabama.
A patrulha rodoviária parou de proteger o ônibus no limite da cidade de Montgomery. Na rodoviária, um grupo os aguardava. Eles agrediram os viajantes com tacos de baseball e canos de ferro. A polícia local permitiu as agressões sem interromper. Novamente, os viajantes brancos foram agredidos violentamente. Repórteres e fotógrafos jornalísticos foram atacados e suas câmeras destruídas, mas um repórter conseguiu fotografar mais tarde Jim Zwerg no hospital mostrando a gravidade de seus ferimentos. Seigenthaler, um oficial do Departamento de Justiça foi agredido e deixado inconsciente na rua. Ambulâncias se recusavam a recolher os feridos para os hospitais, que foram socorridos pela população negra local.
Na noite seguinte, um domingo de 21 de maio, mais de 1 500 pessoas lotaram a Primeira Igreja Batista de Montgomery acompanhando o Reverendo Ralph Abernathy em homenagem aos Viajantes da Liberdade. Entre os oradores estava os Reverendos Martin Luther King Jr., Fred Shuttlesworth e James Farmer. Do lado de fora, um grupo de cerca de 3 000 brancos atacavam os negros, enquanto alguns delegados protegiam a igreja de uma invasão e de bombas. Sem a ajuda das autoridades da cidade e do estado para restaurar a ordem, os líderes dos direitos civis apelaram pela proteção do presidente. O Presidente Kennedy ameaçou o governador com uma possível intervenção com tropas do exército se ele não protegesse a população. O Governador Patterson então solicitou a Guarda Nacional do Alabama que dispersasse a multidão, o que ocorreu na manhã seguinte.